# Powstanie Czerwonych Turbanów
Powstanie Czerwonych Turbanów (chiń. trad. 紅巾起義; pinyin Hóngjīn Qǐyì) – powstanie ludowe w Chinach przeciwko rządom mongolskiej dynastii Yuan, w latach 1351–1368, w którym główną siłą ruchów narodowych byli chłopi.
Bezpośrednią przyczyną wybuchu powstania była działalność mesjanistycznej sekty religijnej Białego Lotosu. W latach 40. XIV wieku rząd mongolski skierował 150 tysięcy chłopów do naprawy uszkodzonych wałów nad Huang He. Wyznawcy Białego Lotosu rozpoczęli akcję agitacyjną wśród chłopów, ogłosili także "cudowne odkrycie" rzekomo zakopanego nad brzegiem rzeki posążku Buddy Maitrei.
Powstanie wybuchło w prowincji Henan, na jego czele stanął Liu Futong. Powstańcom udało się opanować większość północnych Chin, jednak walki z Mongołami toczyły się ze zmiennym szczęściem. Przyczyną tego był brak poparcia chińskiej arystokracji, wywołany radykalnymi hasłami społecznymi powstańców. Nazwa Czerwone Turbany powstała od charakterystycznych czerwonych nakryć głowy, noszonych przez członków powstańczej armii.
Powstanie zostało tymczasowo stłumione przez Mongołów w roku 1363. Na południu Chin walkę kontynuował Zhu Yuanzhang, który w 1368 roku obalił Mongołów i zapoczątkował dynastię Ming.